# Esculturas del bosque Haliburton
Las esculturas del bosque Haliburton son una colección única de esculturas al aire libre situadas en Glebe Park, cerca de la aldea de Haliburton (Ontario, Canadá). Es operado por una organización sin fines de lucro, la Haliburton Sculpture Forest et al.
Desde su creación en 2001, el bosque ha recogido 21 esculturas de artistas canadienses e internacionales. Las esculturas están dispuestas a lo largo de una serie de senderos en un bosque de arce, a orillas del lago Head de Haliburton. Las esculturas se encuentran al lado de la Escuela de Artes de Haliburton. Se puede caminar e ir en bicicleta en primavera, verano y otoño y esquiar en invierno, gracias a que se ofrecen diversas perspectivas cambiantes dentro del bosque en cada una de las estaciones del año.
No hay ningún costo para el ingreso en la primavera, verano u otoño. Hay visitas gratuitas guiadas en medio del bosque, todos los martes durante los meses de julio y agosto. Se pueden hacer recorridos autoguiados gracias a los folletos disponibles en el lugar.
El bosque alberga una gran variedad de esculturas, que representan venados cola blanca, marmotas, picamaderos norteamericano, serpientes, y el zorro rojo, entre otros.

## Artistas
En el bosque se exhiben diversas obras de artistas como Mary Anne Barkhouse, Michael Belmore, John Beachl, Bolahood Darlene, Brett Davis, Mary Ellen Farrow, LaBlance Ian, Lockau Kevin, Susan Low-Beer, Lishman Bill, Dickson Don, Doolittle Amy, Jake Mol, Charles O'Neil, Sepa Leo, Pratt George, Marianne Reim, Shanks Richard, John Shaw-Rimmington, Doug Stephens, Phillip Vander Weg, y Wehrspann Pedro.